# Cristiana Lôbo
Cristiana dos Santos Mendes Lôbo (Goiânia, 18 de agosto de 1957 — São Paulo, 11 de novembro de 2021) foi uma jornalista brasileira que atuou na GloboNews.

## Carreira
Cristiana estudou Comunicação Social na Universidade Federal de Goiás (UFG). Ingressou na profissão escrevendo esporadicamente para a Folha de Goiás, jornal local de Goiânia. Em 1978, foi contratada como estagiária para a editoria de política. Um ano depois, seguiu para a sucursal de O Globo, em Brasília.
Ainda na capital do país, Cristiana foi repórter setorista de vários ministérios por dois anos. A experiência valeu uma visão detalhada de cada pasta. O desafio seguinte foi cobrir o Palácio do Planalto.
Em 1984, novo rumo na carreira: o Congresso Nacional. A jornalista aproveitou para conhecer de perto e a fundo o trabalho de cada parlamentar.
Em 1986, Cristiana passou a ser assistente de Tereza Cruvinel na coluna Panorama Político,  do jornal O Globo.
Em 1992, foi a vez de trabalhar com Ricardo Boechat. No mesmo ano, assumiu uma coluna no O Estado de S. Paulo, no qual ficou até 1998. De lá, passou a ser âncora do programa Fatos e Versões da Globo News.
Foi comentarista do Jornal das Dez, da Globo News e do Hora Um da Notícia, da TV Globo.

## Política brasileira
Acompanhou a política brasileira desde 1982. Cobriu os governos Figueiredo, Sarney, Collor, Itamar, FHC, Lula, Dilma, Temer e Bolsonaro. Comentava os bastidores de Brasília, as decisões do governo federal e as negociações com o Congresso Nacional.
Foi palestrante de assuntos políticos e mercado financeiro.

## Vida pessoal
Cristiana Lôbo foi casada com Sebastião Murilo Umbelino Lôbo, o casal tem dois filhos: Bárbara Mendes Lôbo, advogado, e Gustavo Mendes Lobo, também economista.
Marido de Cristiana, Sebastião foi diretor de cooperação e desenvolvimento do Instituto de Pesquisa Econômica Aplicada, posteriormente, tornou-se produtor rural e foi beneficiário da Política de Regularização de Terras Públicas Rurais pertencentes ao Distrito Federal ou à Agência de Desenvolvimento do Distrito Federal.

## Morte
Cristiana Lôbo faleceu no dia 11 de novembro de 2021, em decorrência de um mieloma múltiplo, em tratamento há alguns anos, agravado por uma pneumonia. Lôbo estava internada no Hospital Albert Einstein, em São Paulo.